# Andratidning
Andratidning är en populär benämning på den mindre konkurrenten på en lokal mediamarknad. Eftersom läsekretsen är mindre än förstatidningens har tidningen svårt att konkurrera om de lokala annonsintäkterna, som typiskt står för 70% av en tidnings intäkter. Följden har blivit en snabb utslagning av andratidningar sedan 1990-talet.